# Simulium johnfrumi
Simulium johnfrumi är en tvåvingeart som beskrevs av Craig 2006. Simulium johnfrumi ingår i släktet Simulium och familjen knott.
Artens utbredningsområde är Vanuatu. Inga underarter finns listade i Catalogue of Life.